# Tammy Wynette
Tammy Wynette, nome artístico de Virgínia Wynette Pugh, (Tremont, 5 de maio de 1942 — Nashville, 6 de abril de 1998) foi uma cantora e compositora norte-americana de música country, uma das cantoras mais conhecidas e mais vendidas da música country.
Wynette é conhecida como "A Primera-Dama da Música Country", e sua canção mais conhecida, "Stand by Your Man", é um dos singles mais vendidos por uma artista feminina na história da música country. Muitos de seus sucessos retratam temas clássicos do gênero, como solidão, divórcio e as dificuldades da vida e de relacionamentos. Durante as décadas de 1960 e 1970, Wynette teve 20 músicas #1 na Billboard de Música Country. Junto com Loretta Lynn, Lynn Anderson e Dolly Parton, ela é creditada como tendo definido o papel da mulher na música country dos anos 1970.
O casamento de Wynette com o músico country George Jones em 1969 criou a "dupla" country, seguindo o sucesso de Johnny Cash e June Carter Cash.

## Biografia
Wynette nasceu próximo à Tremont, Mississippi, filha única de Mildred Faye (1921 — 1991) e Wllian Pugh (1916 — 1943). Seu pai era um fazendeiro e músico local que morreu vítima de um tumor cerebral quando Wynette tinha apenas nove meses de idade. Sua mãe trabalhava como professora substituta e na fazenda da família. Com a morte de Pugh Mildred deixou sua filha aos cuidados de seus pais, Thomas e Flora Russell, e se mudou para Memphis, Tennessee, para trabalhar em uma fábrica durante a Segunda Guerra Mundial. Em 1946, Mildred se casou com Foy Lee, um fazendeiro.
A casa dos Russell não tinha banheiro interno nem água encanada. Wynette fo criada com a tia Carolyn Russell, apenas cinco anos mais velha, mais uma irmã do que uma tia. Enquanto criança, Wynette aprendeu sozinha a tocar uma variedade de instrumentos deixados por seu pai, que, já cego devido ao tumor, incentivava a filha a tocar o piano.
Wynette estudou na Bellflower High School. Um mês antes de se formar, e meses antes de seu aniversário de 18 anos, se casou com seu primeiro marido, Euple Byrd. Ele era um pedreiro, mas tinha problemas em se manter em um emprego, e eles se mudavam diversas vezes. Wynette trabalhou como garçonete e recepcionista, além de trabalhar em uma fábrica de sapatos. Em 1963, ela frequentou uma escola de beleza em Tupelo, Mississippi, onde se tornou cabeleireira. Ela continuou a renovar sua licença de cosmetologia por vários anos, mesmo depois do sucesso - caso alguma coisa acontecesse.
Ela deixou Euple antes do nascimento de sua terceira filha, que desenvolveu meningite. Wynette tentou ganhar um dinheiro extra se apresentando a noite. Segundo Wynette, Euple não apoiava suas ambições de se tornar uma cantora country, e quando foi embora, Euple lhe disse, "Vai sonhando", Anos mais tarde, ele apareceu em um dos shows de Wynette e pediu um autógrafo. Ela assinou "Vai sonhando".

## Carreira musical

### 1965-66: O começo
Enquanto trabalhava como cabeleireira em Midfield, Alabama, em 1965, Wynette cantava no Country Boy Eddie Show na radio WBRC-TV em Birmingham, a qual levou a performances com o artista country Porter Wagoner. Em 1966, ela se mudou com suas três filhas (Gwen, Jackie e Tina) de Birmingham para Nashville, Tennessee, na esperança de conseguir assinar um contrato com alguma gravadora local. Depois de ser recusada em diversas gravadoras ela fez uma audição para o produtor da Epic Records, Billy Sherrill. Inicialmente relutante em aceita-la, Sherrill acabou precisando de alguém para cantar uma música escrita por Bobby Austin e Johnny Paycheck, "Apartment No. 9". Depois de ouvir a versão de Wynette, Sherrill se impressionou e assinou contrato.

### 1966-1967: Lançamento
Uma vez assinada com a Epic, Sherrill sugeriu que ela mudasse seu nome para um mais impactante. De acordo com seu livro, Stand by Your Man, durante seu encontro com Sherrill, Wynette estava com seu longo e loiro cabelo preso em um rabo de cavalo, e Sherrill notou que ela o lembrava de Debbie Reynolds no filme Tammy and the Bachelor (A Flor do Pântano), de 1957. Ele sugeriu "Tammy" como um possível nome, então ela se tornou Tammy Wynette.
Seu primeiro single, "Apartment No. 9", foi lançado em dezembro de 1966, e alcançou a posição 44 nas paradas country. Apesar do desempenho razoável, se tornou um clássico para sua base leal de fãs e para a música country no geral. Foi seguido por "Your Good Girl's Gonna Go Bad", a qual se tornou um grande sucesso, atingindo a posição 3. Das canções lançadas até o fim dos anos 1970, apenas três não atingiram o top 10. Depois de "Your Good Girl's Gonna Go Bad", My Elusive Dreams", um dueto com David Houston, se tornou sua primeira canção a atingir o topo das paradas em 1967, seguida por "I Don't Wanna Play House" mais tarde naquele ano. "I Don't Wanna Play House" rendeu a Wynette um Grammy em 1967 de Melhor Performance Vocal Country Feminina, um dos dois recebidos por Wynette naquela categoria.

### 1968—1979: No Topo

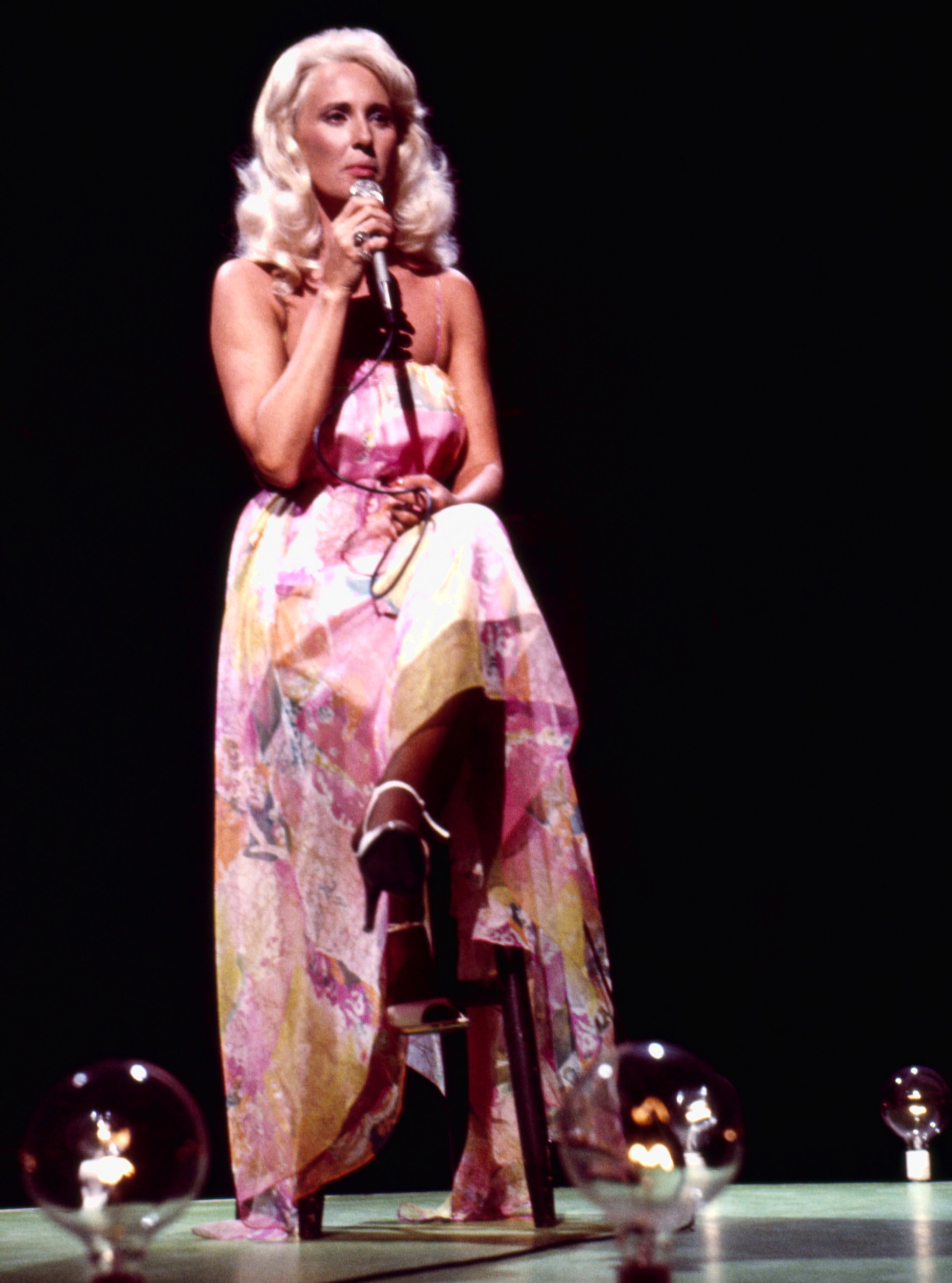
Wynette no The Johnny Cash Show em 1971

Durante 1968 e 1969, Wynette teve cinco canções #1 — "Take Me To Your World", "D-I-V-O-R-C-E", "Stand by Your Man" (todas de 1968), "Singing My Song" e "The Ways to Love a Man" (ambas de 1969). "Stand by Your Man" foi escrita no estúdio da Epic em quinze minutos por Billy Sherrill e Wynette, e foi lançada numa época em que movimentos pelos direitos das mulheres começavam a surgir nos EUA. A música passa a mensagem de que uma mulher deve permanecer com seu homem, apesar de seus erros. Provocou controvérsias e foi criticada inicialmente, se tornando um para-raios para feministas. Apesar disso, a canção atingiu um enorme sucesso, chegando ao topo da parada country, e também à posição #19 na parada pop. Em 1969, Wynette ganhou um grammy de Melhor Performance Vocal Country Feminina por "Stand by Your Man", a qual, agora, é considerada pelos críticos como "clássica" ou o "padrão" de música country. Ela ganhou o disco de ouro pelas mais de 500.000 cópias vendidas do disco Tammy's Greatest Hits, o qual foi certificado pela RIAA em 1970. O álbum ganhou disco de platina (por mais de 1.000.000 de cópias vendidas) em junho de 1989. 
Durante o início dos anos 1970, Wynette, junto com a cantora Loretta Lynn, dominou as paradas country e foi uma das cantoras femininas de maior sucesso do gênero. Durante o início da década de 1970, os singles número um incluíram "He Loves Me All the Way", "Run Woman Run" e "The Wonders You Perform" (todos de 1970), "Good Lovin'(Makes it Right)", "Bedtime Story" (ambas em 1971) "My Man (Understands)", "'Til I Get it Right"(1972) e "Kids Say the Darndest Things"(1973). Um deles, "The Wonders You Perform", fez sucesso na Itália em 1971, graças a Ornella Vanoni, que gravou a música em versão italiana, "Domani è un altro giorno" ("Amanhã é outro dia"). Simultaneamente ao seu sucesso solo, vários de seus duetos com o cantor country George Jones alcançaram o top dez nas paradas de singles country dos Estados Unidos durante este tempo, incluindo "The Ceremony" (1972), "We're Gonna Hold On" (1973) ) e "Golden Ring" (1976). Em 1968, Wynette se tornou a segunda vocalista mulher a ganhar o prêmio de "Vocalista Feminina do Ano" do Country Music Association Awards, ganhando depois mais duas vezes (1969, 1970). Por quase duas décadas, Wynette manteve o recorde de mais vitórias consecutivas, até 1987, quando Reba McEntire ganhou o prêmio pela quarta vez consecutiva.
Tammy Wynette divorciou-se de seu segundo marido, Don Chapel (1931–2015) em 1968. Tammy se casou com George Jones em 16 de fevereiro de 1969, em Ringgold, Georgia. Eles foram casados por seis anos, residindo no sul de Lakeland, Flórida, até o divórcio, que foi finalizado em 21 de março de 1975. Mesmo depois do divórcio (devido principalmente ao alcoolismo de Jones), sua colaboração profissional continuou com regularidade até 1980; anos depois, em 1995, eles fizeram um álbum de reunião intitulado One. Foi bem recebido, embora não tenha alcançado o sucesso anterior nas paradas. Jones e Wynette tiveram uma filha juntos, Tamala Georgette, nascida em 1970. Georgette Jones tornou-se, nos últimos anos, uma artista de música country de sucesso que frequentemente presta homenagem a sua mãe em seus shows.
Em 1976, depois de ter seu divórcio público de Jones no ano anterior, Wynette gravou "'Til I Can Make It On My Own". Muitas vezes considerada por críticos musicais como sendo sobre sua separação de Jones e seguir em frente com sua vida, a canção alcançou o primeiro lugar nas paradas de singles country dos EUA e a 84ª nas paradas de singles pop, tornando-se seu primeiro single em três anos para entrar nas paradas pop. Muitas vezes considerada uma de suas canções de assinatura, ela meio que ajudou a carreira de Wynette após seu divórcio, mostrando que ela poderia permanecer popular. Foi gravado dois anos depois como um dueto de Kenny Rogers e Dottie West, cuja versão alcançou o terceiro lugar nas paradas de singles country em 1979. Em 1976, Wynette alcançou outro número um como artista solo, "You and Me", que se tornou seu último nº 1 como artista solo. Seu último No. 1 veio como um dueto com George Jones no início de 1977, intitulado "Near You".
Após 1976, a popularidade de Wynette começou a cair, no entanto, ela continuou a alcançar o Top 10 até o final da década, com sucessos como "Let's Get Together (One Last Time)", "One of a Kind" (ambas em 1977), "Womanhood" (1978), " No One Else in this World" e "They Call It Makin' Love" (ambas de 1979). Ela teve um total de 20 sucessos número um nas paradas de singles country dos EUA (16 solo, três com Jones, e um com Houston). Junto com Loretta Lynn, Dolly Parton, Barbara Mandrell, Dottie West e Lynn Anderson, ela ajudou a redefinir o papel e o lugar das cantoras country.

### 1980—1990: Uma estrela se apagando nos anos 1980
Em 1981, um filme de TV sobre a vida de Wynette foi ao ar, chamado Stand by Your Man, que foi baseado em seu livro de mesmo nome. A atriz Annette O'Toole interpretou Wynette no filme.
No entanto, a partir do início dos anos 1980, seu sucesso nas paradas começou a diminuir, embora ela tenha continuado a ter sucessos no top 20 durante este período, incluindo "Starting Over" e "He Was There (When I Needed You)" (ambas em 1980), um cover do sucesso da dupla Everly Brothers, "Crying in the Rain" (1981), "Another Chance", "You Still Get to Me in My Dreams" (ambas em 1982) e "A Good Night's Love" (1983). Uma versão de 1985 do hit de Dan Hill dos anos 70, "Sometimes When We Touch", dueto com Mark Gray, alcançou a sexta posição em 1985.
Em 1982, ela gravou uma faixa com The Ray Conniff Singers, uma versão de "Delta Dawn", para ser incluída no álbum de duetos de Conniff, "The Nashville Connection", mas a faixa acabou não entrando. Enquanto isso, seus problemas médicos continuaram, incluindo inflamações de seu ducto biliar. Em 1986, ela atuou na novela Capitol da CBS, interpretando a esteticista / cantora Darlene Stankowski. Em 1988, ela pediu falência como resultado de um mau investimento em dois shopping centers da Flórida.
O álbum de 1987 de Wynette, Higher Ground, apresentou um som country neotradicional e foi um relativo sucesso comercial e crítico. O álbum contou com contribuições de Larry Gatlin, Vince Gill, Ricky Van Shelton, Rodney Crowell, Ricky Skaggs, Emmylou Harris e The O'Kanes. Dois dos singles lançados do álbum, "Your Love" e "Talkin' to Myself Again", alcançaram o top 20 nas paradas de singles country dos EUA; um terceiro single, "Beneath a Painted Sky" (dueto com Emmylou Harris) alcançou a 25ª posição no início de 1988 (seria o último single country de Tammy Wynette no top 40).

### 1990—1998: O fechar das cortinas
Em 1990, Heart Over Mind foi lançado e mostrou que a popularidade de Wynette nas rádios estava diminuindo. O álbum não rendeu sucessos no Top 40 Country, embora vários singles tenham sido lançados entre 1990 e 1991, incluindo um dueto com Randy Travis intitulado "We're Strangers Again".
Ela gravou uma música com o grupo britânico KLF no final de 1991 intitulada "Justified and Ancient (Stand by the JAMs)", que se tornou um hit número 1 em dezoito países no ano seguinte, e alcançou o 11º lugar no Billboard Hot 100 nos Estados Unidos. A música deu a Wynette novos seguidores e foi seu single de maior sucesso nas paradas pop da Billboard. No vídeo, títulos eletrônicos rolantes diziam "Sra. Tammy Wynette é a primeira-dama da música country" e listava várias de suas realizações na indústria fonográfica. Wynette apareceu no vídeo usando uma coroa e sentada em um trono.
Em 1992, a então futura primeira-dama Hillary Clinton disse durante uma entrevista ao programa jornalístico 60 minutes: "Não vou ficar sentada aqui como uma mulherzinha ao lado do meu homem como Tammy Wynette". (O final desta citação também apareceu como "uma mulherzinha, ao lado do meu homem e assando biscoitos, como Tammy Wynette". No entanto, a referência a assar biscoitos vem de uma observação não relacionada de Hillary Clinton: "Suponho que eu poderia ter ficado em casa e assado biscoitos e comido chás, mas o que decidi fazer foi cumprir minha profissão, na qual entrei antes de meu marido estar na vida pública.")) A observação desencadeou uma tempestade de controvérsias. Wynette escreveu para Clinton, dizendo: "Com tudo o que há em mim, eu me ressinto de sua observação cáustica. Acredito que você ofendeu todos os verdadeiros fãs de música country e todas as pessoas que se sustentaram sozinhas, sem ninguém para levá-los à Casa Branca." Clinton então ligou para se desculpar depois de ver a grande reação negativa que recebeu e pediu a Wynette para se apresentar em uma festa beneficente, a qual Wynette concordou.
O álbum de 1993, Honky Tonk Angels deu a Wynette a chance de gravar com Dolly Parton e Loretta Lynn pela primeira vez; embora não rendendo singles de sucesso (as rádios country mainstream há muito tempo pararam de tocar artistas que se aproximavam ou tinham mais de 50), o álbum foi bem nas paradas country e até alcançou o número 42 na parada pop da Billboard. O único single lançado do álbum, um cover de "Silver Threads and Golden Needles" não chegou ao Country Top 40 em 1993. No ano seguinte, ela lançou Without Walls, uma coleção de duetos com uma série de country, pop e artistas de rock and roll, incluindo Wynonna Judd, Elton John, Lyle Lovett, Aaron Neville, Smokey Robinson, Sting e vários outros. A faixa "Girl Thang", um dueto com Wynonna Judd, alcançou a posição 64 em 1994, mas nenhum single foi lançado desse álbum. Ela também apareceu concorrendo como celebridade no game show Wheel of Fortune durante o mesmo ano.
Wynette também projetou e vendeu sua própria linha de joias na década de 1990. Em 1995, ela e George Jones gravaram seu primeiro álbum juntos em quinze anos, intitulado One, que gerou um single com o mesmo nome. O single foi o primeiro videoclipe da dupla junta. Eles se apresentaram juntos pela última vez em 1997 no Lanierland Music Park.
Ela gravou uma versão cover de "In My Room", dos Beach Boys, um dueto com Brian Wilson, para o álbum de retorno do grupo em 1996, Stars and Stripes Vol. 1. A faixa foi retida para um segundo volume proposto, que nunca apareceu, mas a performance de Wynette está incluída no documentário de TV Beach Boys: Nashville Sounds. "In My Room" pode ser encontrado no álbum "Tammy Wynette Remembered" (uma homenagem póstuma para Tammy Wynette). Foi lançado em 8 de setembro de 1998. Wynette emprestou seus vocais no hit nº 1 do Reino Unido, Perfect Day, em 1997, que foi escrito por Lou Reed.
Wynette também dublou a personagem Tilly Hill (mãe de Hank Hill) na série de animação King of the Hill até sua morte. A atriz K Callan assumiu o papel.
Ela apareceu como ela mesma em Married...with Children, no episódio "The Juggs Have Left The Building", que foi ao ar originalmente em 1 de dezembro de 1996.
O último show de Wynette foi em 5 de março de 1998, substituindo Loretta Lynn, que estava doente na época. A última aparição de Wynette na televisão foi no programa da TNN Prime Time Country em 9 de março de 1998, apresentando "Stand by Your Man" e "Take Me to Your World". A última aparição de Wynette no Grand Ole Opry foi em 17 de maio de 1997; ela cantou "Your Good Girl's Gonna Go Bad", "Stand by Your Man" e seu primeiro single "Apartment # 9". Lorrie Morgan e Jan Howard também apareceram no Opry, ajudando Wynette; ela foi um dos ídolos de Morgan (também amiga) e Jan, outra amiga próxima de Wynette, também teve uma carreira de sucesso na música country durante os anos 1960.

## Vida pessoal
Wynette foi casada cinco vezes: com Euple Byrd, de abril de 1960 a 1966), com quem teve três filhas: Gwendolyn Lee "Gwen" Byrd (15 de abril de 1961), Jacquelin Faye "Jackie" Byrd (2 de agosto de 1962) e Tina Denise Byrd (27 de março de 1965). De acordo com a autobiografia de Tammy, Stand by Your Man, Tina nasceu três meses prematuramente e passou os primeiros três meses em uma incubadora. Tina pesava cerca de um quilo ao nascer. Ela não tinha nem cinco quilos quando chegou em casa com três meses de idade, e Tina ficou em casa por apenas três semanas quando um parente com quem Tammy morava na época disse: "Toda vez que tento pegá-la, ela grita de dor e eu acho que são as costas dela." Tina foi diagnosticada com meningite espinhal e teve uma chance mínima de sobreviver. Tina passou duas semanas e meia em isolamento e, finalmente, após 17 dias foi retirada da lista de quarentena. Tina passou sete semanas no hospital superando todas as probabilidades. Todos os médicos, enfermeiras, todos no hospital a chamavam de "Bebê Milagre". Tina, em 1975, é apresentada em um dos álbuns de dueto de Jones e Wynette, George and Tammy e Tina. Ela apareceu em duas canções, "The Telephone Call" com George e "No Charge" com sua mãe, Tammy. Wynette se casou pela segunda vez com o músico Don Chapel, nascido Lloyd Franklin Amburgey, em 1967, porém o casamento foi anulado em 1968. Seu terceiro marido foi o ícone country George Jones, de 16 de fevereiro de 1969 a 21 de março de 1975, com quem teve uma filha, Tamala Georgette Jones (5 de outubro de 1970), que também é cantora. Georgette trabalhou como enfermeira registrada por 17 anos. Ela atualmente mantém sua licença de enfermagem renovada anualmente, assim como sua mãe fazia com sua licença de cabeleireira. Georgette lançou alguns álbuns de sucesso. O álbum de estreia de Georgette em 2010, Slightly Used Woman, Strong Enough To Cry e, em 2013, ela lançou um álbum tributo à sua mãe, Til I Can Make It On My Own, apresentando algumas das maiores canções de sua mãe "Til I Can Make It on My Own" que Wynette, Billy Sherrill e George Richey escreveram, e "Stand by Your Man", escrita por Wynette e Sherrill, que se tornou a música símbolo de Tammy. George Jones adotou legalmente as filhas mais velhas de Tammy, Gwen, Jackie e Tina, logo depois que Jones e Wynette se casaram. Em sua autobiografia Stand By Your Man, Wynette afirmou que Jones costumava espancá-la e a certa altura atirou nela, alegações que ele negou.  Depois de Tammy e Jones se separarem, Wynette se casou com Michael Tomlin em 18 de julho de 1976, porém, após 44 dias, o casamento foi anulado. O último marido de Wynette foi o compositor e empresário George Richey, se casaram em 6 de julho de 1978 e o casamento durou até a morte de Wynette, em 6 de abril de 1998. Richey foi seu empresário durante grande parte da década de 1980. Em meados da década de 1970, Wynette estava romanticamente ligada ao ator Burt Reynolds e eles mantiveram a amizade até a morte de Wynette.

### Suposto sequestro
Wynette foi relatada como sequestrada sob a mira de uma arma em um shopping center de Nashville em 4 de outubro de 1978. Ela alegou que o atacante mascarado a agrediu fisicamente e a abandonou a 80 milhas (130 km) ao sul de Nashville. Wynette foi documentada com hematomas e uma maçã do rosto quebrada. Uma das filhas de Wynette, Jackie Daly, em seu livro lançado em 2000, publicou que sua mãe havia confessado a ela que o sequestro era uma farsa para encobrir a violência doméstica que sofria de seu quinto marido, George Richey. Ele negou a acusação. Enquanto os eventos do sequestro permaneceram ambíguos, as filhas de Wynette mais tarde processaram Richey, junto com a Care Solutions of Nashville e o médico de Wynette, pela morte injusta de sua mãe; entretanto, eles posteriormente rejeitaram o processo contra Richey, um tribunal rejeitou a Care Solutions e eles chegaram a um acordo confidencial com o médico.

### Problemas de saúde
Wynette teve muitos problemas físicos graves a partir de meados dos anos 1960. Em 1964, durante uma briga com seu marido Euple, ela sofreu de um colapso nervoso, agravando um quadro de infecção dos rins. Wynette foi hospitalizada e recebeu doze tratamentos de choque para tratar de um quadro de depressão. Ela passou por pelo menos 26 cirurgias importantes durante sua vida. Embora alguns desses problemas fossem frequentemente muito sérios, Wynette ainda era capaz de seguir sua carreira de cantora e regularmente fazia turnês para promover seu trabalho. Em outubro de 1970, após dar à luz Georgette, Wynette fez uma apendicectomia e uma histerectomia. As complicações da histerectomia incluíram aderências, que mais tarde formaram queloides. Ela desenvolveu uma inflamação crônica do ducto biliar e foi hospitalizada intermitentemente, de 1970 até sua morte em 6 de abril de 1998. Durante seu breve casamento com Michael Tomlin, ela ficou no hospital metade do tempo que passaram juntos como casal, incluindo cirurgias na vesícula biliar, nos rins e nos nódulos na garganta.
Wynette também desenvolveu um sério vício em medicamentos analgésicos na década de 1980, o que se tornou um grande problema em sua vida naquela época. Porém, em 1986, ela procurou ajuda, entrando naquele ano no Betty Ford Center para tratamento.
Logo após o Natal de 1993, Wynette acordou no meio da noite com fortes dores e foi levada às pressas para o The Baptist Hospital em Nashville, Tennessee. Ela ficou cinco dias em coma devido a uma infecção do ducto biliar. Assim que ela saiu do coma, ela foi submetida a uma operação de ponte de safena. Ela retomou a turnê não muito tempo depois.
Pamela Lansden da revista People citou a interpretação pessoal de Wynette sobre as tribulações da vida como "A parte triste sobre finais felizes é que não há nada sobre o que escrever".

### Morte

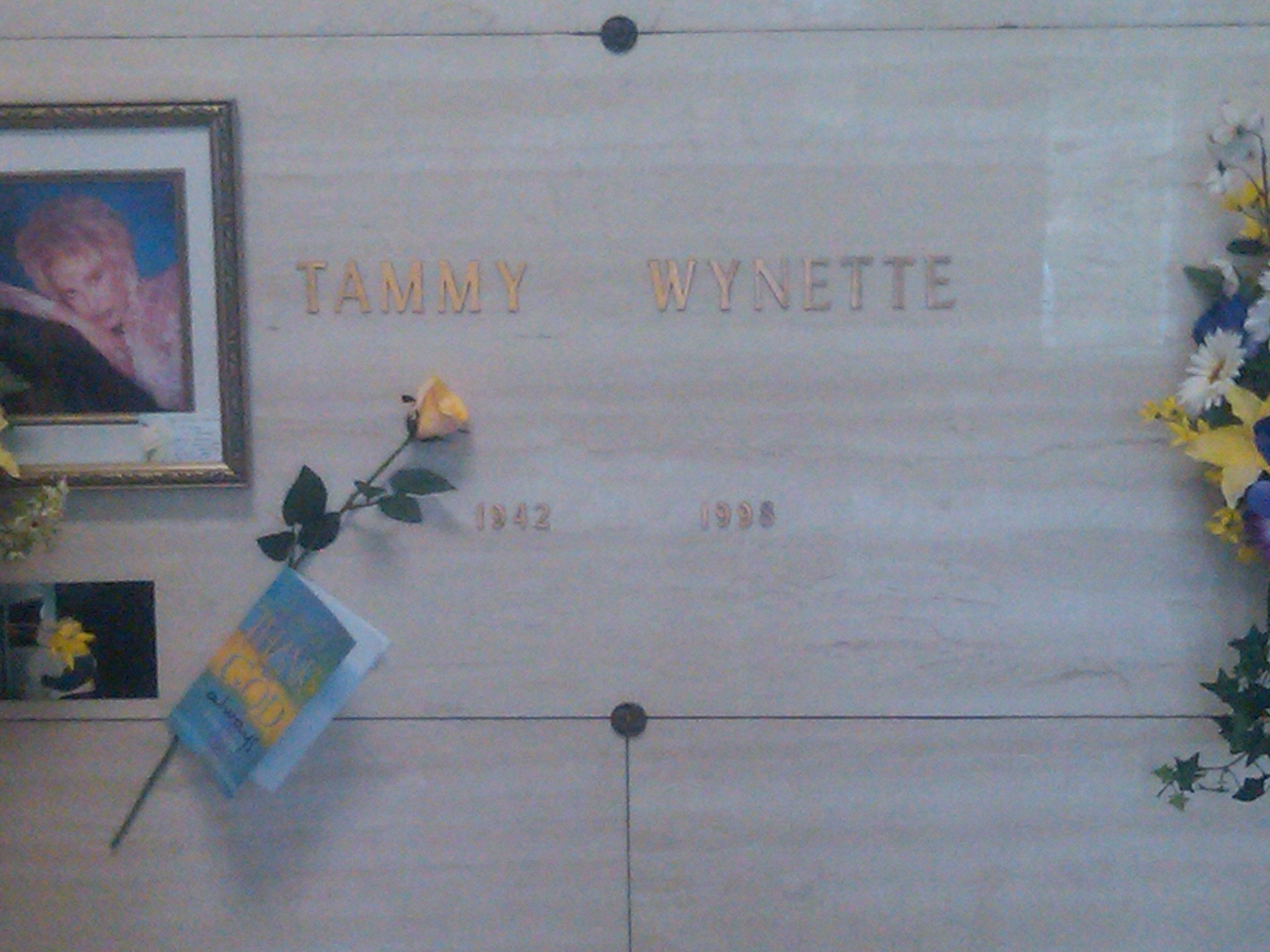
Túmulo de Wynette

Após anos de problemas médicos que resultaram em numerosas hospitalizações, cerca de 15 grandes operações e um vício em medicamentos para a dor, Wynette morreu em 6 de abril de 1998, aos 55 anos, enquanto dormia em seu sofá em sua casa em Nashville, Tennessee. O médico de Wynette, da Pensilvânia, constatou que a cantora morreu devido a um coágulo sanguíneo no pulmão. Apesar de suas doenças persistentes, ela continuou a se apresentar até pouco antes de sua morte e tinha outras apresentações agendadas.
Um memorial público, assistido por cerca de 1 500 pessoas, foi realizado no histórico Ryman Auditorium de Nashville em 9 de abril de 1998. Um serviço privado ao lado da sepultura foi realizado anteriormente com uma cripta sepultada no Cemitério Woodlawn Memorial Park de Nashville. Vários artistas reagiram à morte de Wynette, como o compositor Bill Mack, citado no Dallas Morning News, que disse que ela era um "ato de classe" e "insubstituível" e que "ela nunca conheceu uma nota desafinada". Lee Ann Womack também foi citada; ela disse sobre Wynette, cujas canções frequentemente evocavam força e paixão controlada: "Você sabia que ela sabia sobre o que estava cantando. Você pode colocar seus discos, ouvir e aprender muito". Wynette deixou seu marido George Richey, quatro filhas e oito netos.
Em abril de 1999, seu corpo foi exumado de sua cripta na tentativa de resolver uma disputa sobre como ela morreu.Uma nova autópsia foi conduzida uma semana depois que três de suas filhas entraram com um processo de homicídio culposo contra seu médico e seu marido / empresário, George Richey, alegando que eles foram responsáveis por sua morte 12 meses antes. O legista declarou que ela morreu de arritmia cardíaca. Em maio de 1999, George Richey foi retirado do processo por homicídio culposo porque estava se preparando para processá-los por um litígio frívolo. A filha de Wynette, Jackie Daly, vendeu sua história para a revista Star antes de fazer as "perguntas" a Richey sobre a morte de sua mãe. Richey nunca foi pessoalmente questionado sobre essas questões; as filhas buscaram consolo na imprensa para obter esses detalhes pessoais íntimos de sua mãe. Wynette foi reenterrada no mausoléu de Woodlawn Cross, no Woodlawn Memorial Park Cemetery em Nashville, Tennessee. Ela está enterrada no mesmo cemitério que outros ícones da música country, como seu ex-marido George Jones, que morreu em abril de 2013, Webb Pierce, Jerry Reed, Marty Robbins, Bobby Russell, Porter Wagoner, Red Foley, Eddy Arnold, entre outros.
Em março de 2012, o nome no túmulo de Wynette foi alterado de "Tammy Wynette" para "Virginia W. Richardson", seu nome de casada. Em março de 2014, a mudança foi desfeita.

## Legado
Tammy Wynette é considerada por vários críticos de música da Allmusic e da Rolling Stone uma das maiores e mais influentes cantoras da história da música country. Muitos outros cantores country foram influenciados por Wynette, incluindo Reba McEntire, Sara Evans, Faith Hill e Lee Ann Womack. Em 1998, após a morte de Wynette, ela foi incluída no Country Music Hall of Fame, uma das maiores honrarias de sua carreira. Uma coleção especial de CD intitulada Tammy Wynette: Collector's Edition foi lançada em 1998, incluindo a assinatura de Wynette "Stand by Your Man", que chegou a ficar fora do Top 40 nas paradas country naquele ano.
A canção que é a assinatura de Wynette, "Stand by Your Man", foi regravada por homens e mulheres, incluindo Lynn Anderson, Dottie West, Loretta Lynn, Elton John e Lyle Lovett, bem como bandas de rock, incluindo Me First and the Gimme Gimmes, Lemmy Kilmister, do Motörhead com Wendy O. Williams do Plasmatics. Martina McBride fez um cover de "'Til I Can Make It On My Own", de 1976, para seu álbum Timeless de 2005. "Stand by Your Man" ficou em 48º lugar na lista de Canções do Século de 1997 da RIAA, que consistia em 300 de suas canções consideradas as maiores e mais conhecidas do século XX.
O musical Stand by Your Man: The Tammy Wynette Story, que estreou no Ryman Auditorium em 2001 e depois em turnê, é uma apresentação biográfica da vida e da música de Wynette, e apresenta várias canções gravadas por Wynette e / ou George Jones.
Em 2002, ela foi classificada como a No. 2 na lista de 40 Maiores Mulheres da Música Country da CMT. Patsy Cline foi classificada como a No. 1 (uma das maiores inspirações de Wynette) e em No. 3 estava a estrela do Country, Loretta Lynn. O ex-marido de Wynette, George Jones, foi classificado em terceiro lugar no especial 40 Maiores Homens da Música Country da CMT em 2003.
Em 2003, uma pesquisa com escritores, produtores e estrelas de música country listou "Stand by Your Man" como a melhor música country de todos os tempos. A Country Music Television transmitiu um especial com as 100 melhores canções, com a canção nº 1 interpretada por Martina McBride.
A Judson Baptist Church, vizinha da casa de Wynette, comprou a casa e o terreno, que pertencia a Hank Williams antes de sua morte, por pouco mais de um milhão de dólares. A casa de Wynette é usada como Centro Juvenil e também como casa de hóspedes.
Em abril de 2008, o CD Stand by Your Man - The Best of Tammy Wynette, lançado pela Sony BMG para marcar o 10º aniversário de sua morte, entrou na parada de álbuns oficial do Reino Unido na posição 23.
Em abril de 2011, a gravação original de Wynette de 1968 de "Stand by Your Man" foi selecionada pela Biblioteca do Congresso dos EUA para ser preservada como uma das 25 gravações daquele ano escolhidas por seu significado cultural.
Em 2010, a gravadora independente com sede na Alemanha Bear Family Records lançou um box set por George Jones, que apresentou suas gravações para Musicor e incluiu os primeiros duetos com Wynette.
Um grupo de amigos e voluntários está planejando um Museu de  Tammy Wynette em Tremont, Mississippi. O estado do Mississippi fornecerá parte do financiamento. Também há esforços para produzir um selo de Tammy Wynette por meio do Serviço Postal dos EUA.
Em 2010, o estado do Mississippi aprovou uma lei declarando um trecho da Rodovia 23 do Mississippi a ser designado Rodovia Memorial Tammy Wynette. O trecho de 17 milhas da estrada fica no Condado de Itawamba, onde Wynette nasceu.

## Discografia
| Álbuns de estúdio - Your Good Girl's Gonna Go Bad (1967) - Take Me to Your World / I Don't Wanna Play House (1968) - D-I-V-O-R-C-E (1968) - Stand by Your Man (1969) - Inspiration (1969) - The Ways to Love a Man (1970) - Tammy's Touch (1970) - The First Lady (1970) - Christmas with Tammy (1970) - We Sure Can Love Each Other (1971) - Bedtime Story (1972) - My Man (1972) - Another Lonely Song (1974) - Woman to Woman (1974) - I Still Believe in Fairy Tales (1975) - 'Til I Can Make It on My Own (1976) - You and Me (1976) - Let's Get Together (1977) - One of a Kind (1977) - Womanhood (1978) - Just Tammy (1979) - Only Lonely Sometimes (1980) - You Brought Me Back (1981) - Soft Touch (1982) - Good Love & Heartbreak (1982) - Even the Strong Get Lonely (1983) - Sometimes When We Touch (1985) - Higher Ground (1987) - Next to You (1989) - Heart Over Mind (1990) - Without Walls (1994) | Com George Jones - We Go Together (1971) - Me and the First Lady (1972) - We Love to Sing About Jesus (1972) - Let's Build a World Together (1973) - We're Gonna Hold On (1973) - George & Tammy & Tina (com Tina Byrd) (1975) - Golden Ring (1976) - Together Again (1980) - One (1995) Outras colaborações - My Elusive Dreams (com David Houston) (1967) - Honky Tonk Angels (com Loretta Lynn e Dolly Parton) (1993) |

## Na cultura popular
- Em 1970, o diretor Bob Rafelson usou várias de suas canções na trilha sonora de seu filme de 1970, Five Easy Pieces.
- A cantora country Reba McEntire gravou uma música chamada "Tammy Wynette Kind of Pain"
- A cantora country Kellie Pickler tem uma música chamada "Where's Tammy Wynette" em seu terceiro álbum, 100 Proof.
- O game show da década de 1980, Press Your Luck, conhecido por uma "Whammy" roubar dinheiro e prêmios dos competidores, tinha uma whammy feminina conhecida como "Tammy Whammette". Uma animação da whammy incluía Tammy Whammette cantando "É bom ter seu dinheiro de volta!", Enquanto seu guitarrista proclamava com orgulho: "Senhoras e senhores, Tammy Whammette!" e levava uma torta na cara em resposta.
- O programa de televisão Sordid Lives: The Series apresentou dois episódios em torno da morte de Tammy Wynette, incluindo sua aparição fantasma (interpretada por sua filha, Georgette Jones) ao irmão Boy, que é instruído a continuar o legado de Tammy como uma drag queen.
- O single "D-I-V-O-R-C-E" de Wynette aparece no videogame Grand Theft Auto V.
- O show Between the Lions possui uma personagem cantora chamada Tammy Lionette, que é o alter ego da cantora Cleo.
- Uma das últimas aparições de Tammy foi na série de TV King of the Hill como a mãe de Hank Hill, Tilly. Após a morte de Tammy, ela foi substituída no show por Beth Grant e mais tarde K Callan.
- O músico Tom Waits menciona Tammy Wynette em seu álbum Nighthawks at the Diner de 1975 na canção "Warm Beer & Cold Women"
- Hillary Clinton em 1992, respondendo a perguntas da entrevista no 60 minutes sobre seu marido: "Você sabe, eu não vou ficar sentada aqui, uma mulherzinha ao lado do meu homem como Tammy Wynette". Wynette exigiu um pedido público de desculpas e ambos os Clinton se desculparam.
- Wynette foi retratada por Annette O'Toole em um filme para a televisão de 1981 intitulado Stand by Your Man.